# Spongia conus
Spongia conus är en svampdjursart som beskrevs av Montagu 1818. Spongia conus ingår i släktet Spongia och familjen Spongiidae. Inga underarter finns listade i Catalogue of Life.